# Francouzská (usedlost)
Francouzská (Francauska) je zaniklá usedlost v Praze 8-Libni v místní části Holešovičky. Stála jihovýchodně od Hercovky, v parku mezi ulicemi V Holešovičkách, Nad Rokoskou a Na Úbočí.

## Historie
Drobná usedlost byla tvořena pouze jednou budovou na půdorysu písmene L. Nacházela se ve svahu na pravém břehu potoka v rohu zahrady. První zmínky jsou z počátku 18. století, kdy ji roku 1724 držel František Ukoster. Dalším doloženým majitelem byl v 1. polovině 19. století Jindřich Lendeke.
Usedlost zanikla ve 2. polovině 19. století.